# 罗氏草
罗氏草（学名：Rottboellia exaltata），又名筒轴茅，为禾本科罗氏草属下的一种多年生直立草本植物，高可達4米。它是一種常見的農作區雜草，廣泛分佈于全球熱帶和亞熱帶地區，對甘蔗、大豆和玉米種植區影響尤其嚴重。它對很多除草劑耐受，因此很難控制。